# Патнаяха
Патнаяха (устар. Патна-Яха) — река в России, протекает по территории Пуровского района Ямало-Ненецкого автономного округа. Устье реки находится в 67 км по левому берегу реки Вэльхпеляк-Яха на высоте 97,1 метра над уровнем моря. Длина реки составляет 16 км.
Начинается в болотах, течёт в северном направлении. В нижнем и среднем течении по берегам реки произрастает сосново-берёзовый лес.

## Данные водного реестра
По данным государственного водного реестра России относится к Нижнеобскому бассейновому округу, водохозяйственный участок реки — Пур. Речной бассейн реки — Пур.
Код объекта в государственном водном реестре — 15040000112115300055295.